# Hannan (Wuhan)
Hannan (chiń. upr. 汉南区; chiń. trad. 漢南區; pinyin Hànnán Qū) – dzielnica w południowo-zachodniej części miasta Wuhan w prowincji Hubei w Chińskiej Republice Ludowej. Według danych z 2011 roku, liczba mieszkańców dzielnicy wynosiła 109309.